# Luc Luycx
Luc Luycx (Aalst, 11 de abril de 1958) es un diseñador belga de medallas y monedas. Empleado de la Casa de la Moneda Real de Bélgica, resultó vencedor en 1997 en el concurso para el diseño de las caras comunes de las monedas de euro (de 1999 a 2005), que se pusieron en circulación el 1 de enero de 2002.
Diseñó algunas de las medallas conmemorativas de los sobres del primer día del Correo Belga, así como piezas de oro y plata en Bélgica.
La elección de sus proyectos de la cara común para las primeras monedas de euro se anunció en el Consejo Europeo de Ámsterdam el 13 de junio de 1997. Sus caras representan la Unión Europea a diferentes escalas: su ubicación en el mundo en las monedas de 1, 2 y 5 céntimos; los países miembros sobre un mapa de Europa, en las monedas de 10, 20 y 50 céntimos, y esos mismos países representados sin fronteras nacionales en las monedas de uno y dos euros.
Luc Luycx también es el autor de otras numerosas obras: 
- grabó la moneda de 2 euros conmemorativa de la Unión Económica Belgo-Luxemburguesa, emitida en 2005 —la primera moneda de euro en la que el anverso y el reverso estaban dibujados por el mismo artista—, de la que se emitieron 6 millones de monedas (20 000 en fdc [«flor de cuño»] y 3000 en calidad de «bella prueba»);
- también grabó la moneda de 2 euros conmemorativa de la reapertura del Atomium, emitida en 2006.

Sus iniciales están grabadas en la cara común de todas las monedas de euro, así como en la cara nacional de las que él diseñó.